# Julian Tokarski (geolog)
Julian Tokarski (ur. 29 marca 1883 w Stanisławowie, zm. 17 października 1961 w Krakowie) – polski geolog, petrograf i gleboznawca, doktor filozofii, profesor mineralogii i petrografii członek PAU oraz PAN.

## Życiorys
Do gimnazjum uczęszczał początkowo w Brodach, następnie w Stryju, gdzie też w 1901 złożył egzamin dojrzałości. W tym samym roku zapisał się na Wydział Filozoficzny Uniwersytetu Lwowskiego, mając zamiar studiować historię, ale ostatecznie wybrał nauki geologiczne. W 1905 otrzymał stopień doktora filozofii na podstawie pracy pt. „O diamentach marmaroskich”. Po habilitacji (w 1914) został profesorem tegoż uniwersytetu (od 1919) oraz Politechniki Lwowskiej (od 1920). Został wybrany dziekanem Wydziału Matematyczno-Przyrodniczego Uniwersytetu Jana Kazimierza we Lwowie na rok akademicki 1936/1937.
W okresie sowieckiej okupacji Lwowa nadal prowadził działalność naukową. W sierpniu 1940 był gościem Wszechzwiązkowego Komitetu ds. Nauki ZSRR w Moskwie. Po II wojnie światowej był profesorem najpierw Uniwersytetu Jagiellońskiego, a następnie Wyższej Szkoły Rolniczej i równolegle Akademii Górniczo-Hutniczej.
Był członkiem korespondentem (1938) i członkiem czynnym (1945) Polskiej Akademii Umiejętności oraz członkiem tytularnym (1952) i rzeczywistym (1957) Polskiej Akademii Nauk.
Prowadził głównie badania fosforytów, lessów oraz skał krystalicznych Tatr i Wołynia. 
W latach 1927–1932, 1939, 1945–1946 był prezesem Polskiego Towarzystwa Przyrodników im. Kopernika. Za całokształt działalności został odznaczony Krzyżem Komandorskim Orderu Odrodzenia Polski oraz Medalem Dziesięciolecia Polski Ludowej. 
Pochowany został na cmentarzu Rakowickim w Krakowie, w alei zasłużonych (kwatera LXVII-płn. 1-11).
Materiały archiwalne Juliana Tokarskiego znajdują się w PAN Archiwum w Warszawie pod sygnaturą III-116.

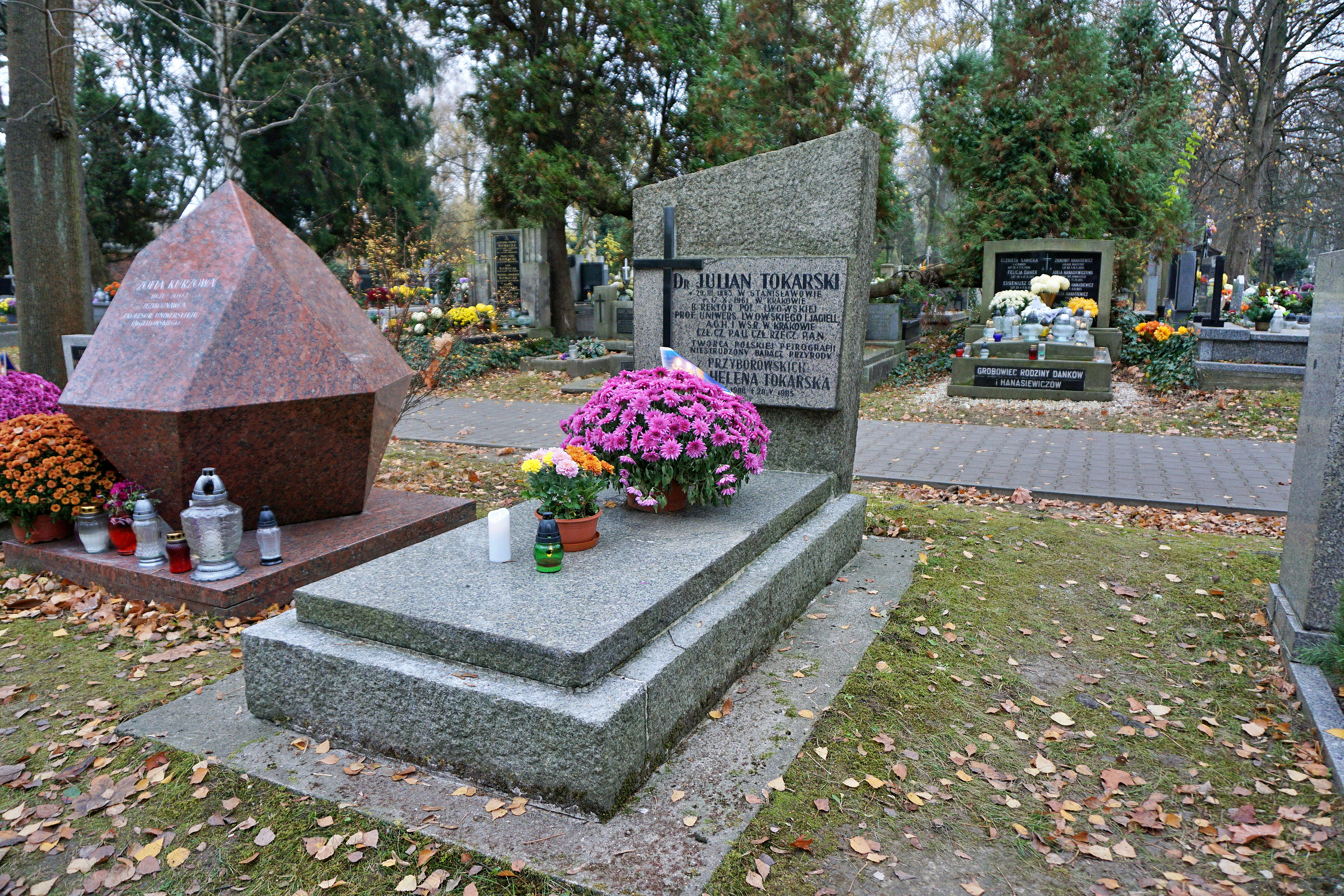
Grób prof. Juliana Tokarskiego na cmentarzu Rakowickim

## Upamiętnienie
Miasteczko Studenckie AGH zawiera ulicę Juliana Tokarskiego.

## Publikacje
- Parageneza soli kamiennej, gipsu i syngenitu (1913)
- Zagadnienia fosforytów niezwiskich (1931)
- Zagadnienie Prakarpat (1935)
- Nowoczesne metody badań minerałów glebowych (1958).